# Brušperk
Brušperk (německy Braunsberg, při založení Brunsperch, často též nazýván jako Lašský Betlém) je malé moravské město v okrese Frýdek-Místek v  Moravskoslezském kraji. Leží na severovýchodě České republiky, nedaleko podhůří Beskyd. Městem protéká řeka Ondřejnice, která je rozděluje na dvě části. Svou polohou se Brušperk nachází zhruba uprostřed území mezi Ostravou, Frýdkem-Místkem a Příborem, v oblasti zvané Lašsko. Město leží ve výšce 260 metrů, (dno řeky 235 metrů). Nejvyšším bodem Brušperka je kopec svatého Marka s nadmořskou výškou 312 metrů. Historické jádro města, obsahující zachovaný gotický půdorys náměstí, podloubí a historické budovy včetně barokního kostela sv. Jiří, bylo prohlášeno v roce 1992 za městskou památkovou zónu. Žije zde přibližně 4 200 obyvatel.

## Název
Město založeno pod jménem Brunsberg („Brunův vrch“) podle zakladatele, olomouckého biskupa Bruna ze Schauenburku. České jméno vzniklo hláskovou úpravou jména německého.

## Historie
První písemná zmínka o Brušperku se objevuje v lokační listině z 6. prosince 1269, vydané olomouckým biskupem Brunem ze Schauenburku, kterou pověřoval fojty nedalekých vsí Bertholda ze Staříče a Jindřicha z Fryčovic založením města, které mělo nést biskupovo jméno – německy Brunsperch („Brunův vrch“). Tak povstalo staré město, jehož nejstarší jádro se nacházelo ve svahu na pravém břehu Ondřejnice. Ke konci 13. století zde byly na doporučení biskupa pravděpodobně vybudovány dřevěné hradby, které však patrně nepřežily dobytí a poničení města švédskými vojsky roku 1643.

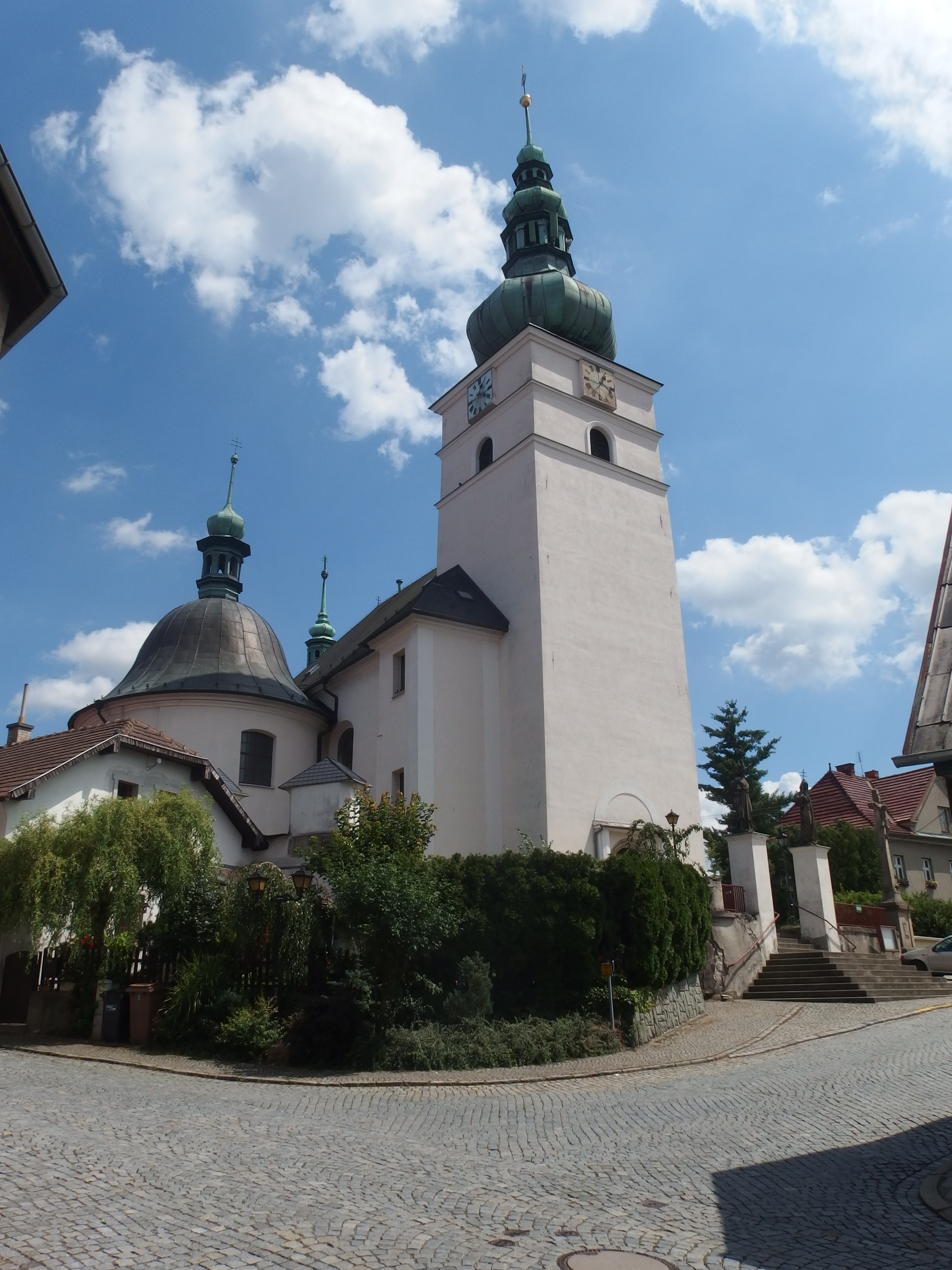
Kostel sv. Jiří

Biskup Bruno ze Schauenburku osvobodil měšťany zakládací listinou po dobu dvaceti let a udělil jim mnohá privilegia, čímž položil dobrý základ pro budoucí prosperitu města, které se tak stalo dodavatelem řemeslných výrobků pro okolní lašské vsi. Pro Brušperk, podobně jako pro mnohá jiná lašská města, se stal důležitým obchod suknem, které vyráběli podomácku jak sami měšťané, tak i venkovští poddaní.
Město se po celou dobu utěšeně rozvíjelo až doznalo v prvních desetiletích 19. století vrcholu, avšak s postupným nahrazováním řemesla průmyslem stále více zaostává. Když se Brušperk nestal sídlem soudního okresu roku 1850 a následně se mu vyhnula i železnice, byl definitivně odsouzen k provinčnosti. Díky tomu se zachovala rázovitá maloměšťanská architektura severomoravského typu, která v okolních městech vlivem dynamického rozvoje vzala za své. Proto také bylo městské jádro roku 1992 vyhlášeno městskou památkovou zónou.

## Obyvatelstvo
| Rok            | 1869  | 1880  | 1890  | 1900  | 1910  | 1921  | 1930  | 1950  | 1961  | 1970  | 1980  | 1991  | 2001  | 2011  | 2021  |
| -------------- | ----- | ----- | ----- | ----- | ----- | ----- | ----- | ----- | ----- | ----- | ----- | ----- | ----- | ----- | ----- |
| Počet obyvatel | 3 165 | 2 938 | 3 101 | 3 290 | 3 277 | 2 909 | 3 123 | 2 999 | 3 388 | 3 392 | 3 558 | 3 590 | 3 587 | 3 827 | 4 111 |
| Počet domů     | 460   | 517   | 471   | 471   | 475   | 487   | 533   | 617   | 704   | 751   | 833   | 967   | 1 004 | 1 080 | 1 196 |

Věková struktura obyvatel obce Brušperk roku 2011

## Městská správa

### Městské symboly
Znak města je historický, vlajka byla městu udělena rozhodnutím předsedy Poslanecké sněmovny Parlamentu České republiky dne 15. července 1993.
Na červeném štítě je sv. Jiří na vzpínajícím se stříbrném koni. Je v ocelovém odění a s přilbou na hlavě. Na přílbě má tři pštrosí péra. Oběma rukama drží kopí, jímž probodává tlamu zeleného draka, který leží v patě štítu.
Městská vlajka je, stejně jako znak, spojen s patronem města a představuje Kříž svatého Jiří, který se skládá z červeného kříže umístěného na stříbrném podkladu.

## Pamětihodnosti
Historické jádro města je městskou památkovou zónou.
- Památník Vojtěcha Martínka
- Kostel sv. Jiří s Křížovou cestou – stojí nad náměstím
- Bývalý větrný mlýn – na kopci u hřbitova
- Náměstí J. A. Komenského – stojí na něm socha Jana Nepomuckého
- Svatý Marek – kopec, boží muka, a vyhlídkové místo
- Sirkovica – studánka
- Červenolistý buk v Brušperku
- Jilm v Brušperku
- Tylečkův dub

## Slavní rodáci
- Samuel Oppenheim (1857–1928), rakouský astronom
- Edmund Palkovský (1858–1930), vlastenecký právník
- Vojtěch Martínek (1887–1960), spisovatel (byla podle něj pojmenována základní škola v nové části města)
- Václav Frýdecký (1922–1989), římskokatolický kněz, salesián, misionář v Kolumbii[10]
- Josef Matěj (1922–1992), pozounista a hudební skladatel
- Marek Kozák (* 1993), klavírista, varhaník a skladatel